# 5. Königlich Bayerische Feldartillerie-Brigade
Die 5. Feldartillerie-Brigade war ein Großverband der Bayerischen Armee.

## Geschichte
Die Brigade wurde am 1. Oktober 1901 errichtet, war Teil der 5. Division und hatte ihr Kommando in Fürth.
Der Großverband wurde zu Beginn des Ersten Weltkriegs im Rahmen der 6. Armee an der Westfront eingesetzt.
Im weiteren Kriegsverlauf wurde durch das stellvertretende Generalkommando des III. Armee-Korps gemäß Verordnung des Kriegsministeriums vom 22. Februar 1917 aus dem Kommando der Artillerie-Kommandeur Nr. 5 gebildet.
Nach Kriegsende kehrte das Kommando am 17. Dezember 1918 in die Heimat zurück, wurde dort demobilisiert und schließlich Ende Dezember 1918 in Fürth aufgelöst.

## Unterstellung
Der Brigade waren vor Beginn des Ersten Weltkriegs die folgenden Einheiten unterstellt:
- 6. Feldartillerie-Regiment „Prinz Ferdinand von Bourbon, Herzog von Calabrien“ in Fürth
- 10. Feldartillerie-Regiment in Erlangen
- Landwehrinspektion Nürnberg

### 20. März 1918
- 10. Feldartillerie-Regiment
- III. Abteilung/1. Fußartillerie-Regiment „vakant Bothmer“

## Kommandeure
| Dienstgrad          | Name             | Datum                                 |
| ------------------- | ---------------- | ------------------------------------- |
| Oberst/Generalmajor | Johann Streck    | 01. Oktober 1901 bis 19. August 1905  |
| Generalmajor        | Ludwig Steindel  | 20. August 1905 bis 18. November 1906 |
| Generalmajor        | Julius Burkart   | 19. November 1906 bis 23. April 1911  |
| Generalmajor        | Robert Paul      | 24. April 1911 bis 21. April 1915     |
| Generalmajor        | Arnold Müller    | 22. April 1915 bis 5. Dezember 1916   |
| Oberst              | Karl von Bomhard | 06. Dezember 1916 bis 28. April 1917  |
| Oberst              | Arthur Merlack   | 29. April 1917 bis 25. Februar 1918   |
| Oberstleutnant      | Emil Beckh       | 25. Februar 1918 bis 1. März 1918     |
| Oberstleutnant      | Hermann Dietl    | 01. März bis 30. Juni 1918            |
| Oberst              | Karl Rosenberger | 01. Juli bis 1. September 1918        |
| Oberst              | Hugo Blanc       | 02. September bis Dezember 1918       |